# Plagiodontes multiplicatus
Plagiodontes multiplicatus es una especie de molusco gastrópodo terrestre pulmonado integrante del género Plagiodontes de la familia de los odontostómidos. Habita en el sur de Sudamérica.

## Taxonomía
Descripción original
Plagiodontes multiplicatus fue descrita originalmente en el año 1874 por el zoólogo, químico y geólogo germano - argentino Adolfo Doering.

## Características y variabilidad
La especie fue dividida en dos subespecies, la típica Plagiodontes multiplicatus multiplicatus Doering, 1877 y Plagiodontes multiplicatus parvus Hylton Scott, 1952

## Distribución y hábitat
Plagiodontes multiplicatus es endémica del centro y norte de la Argentina.